# Fachwirt
Ein Fachwirt ist eine höhere kaufmännische Berufsausbildungsqualifikation in Deutschland, die durch eine betriebswirtschaftliche berufliche Weiterbildung erworben wird. Er ist wirtschaftszweigbezogen und unterscheidet sich dadurch von den funktionsorientierten Fachkaufleuten und den funktionsübergreifenden Geprüften Betriebswirten.

## Geschichte
Nachdem es für Kaufmannsgehilfen lange Zeit keine der Meisterprüfung gleichgestellte Form der Weiterbildung gegeben hatte, schufen zu Beginn der 1970er Jahre Arbeitgeber- und Arbeitnehmerorganisationen verschiedene Konzepte für eine Qualifizierung der mittleren Führungsebene. Unter dem Vorsitz des Deutschen Industrie- und Handelstags wurde die Weiterbildung zum Fachwirt entwickelt. Im Vordergrund stand dabei der Erwerb von spezifischem Fachwissen und organisatorisch-methodischem Know-how.
Seit 1. Januar 2020 erhalten Fachwirte den Berufstitel Bachelor Professional.

## Ausbildungsinhalte

### Fachwirte der Industrie- und Handelskammer
Der Fachwirt der Industrie- und Handelskammer (IHK) ist eine Aufstiegsfortbildung, die der Meisterprüfung gleichgestellt ist und in der Regel im Anschluss an eine kaufmännische Berufsausbildung mit anschließender umfassender Berufspraxis erfolgt. Die Abschlussprüfungen sind durch einheitliche Rechtsvorschriften des Berufsbildungsgesetzes (BBiG) geregelt und werden von den Ausschüssen der zuständigen IHK durchgeführt.
Die vom Deutschen Industrie- und Handelskammertag erstellten Rahmenpläne, die die Lernziele definieren, sehen die Aneignung von praktischen und theoretischen Kompetenzen für eine spezielle Branche vor; Ausbildungsinhalte sind hauptsächlich betriebswirtschaftlicher Natur sowie ein – je nach Prüfungsordnung verschieden umfangreicher – branchenspezifischer Fachanteil. Die bundeseinheitliche Prüfung der wirtschaftsbezogenen Qualifikationen (Recht und Steuern, Rechnungswesen, Unternehmensführung, Volks- und Betriebswirtschaft) ist bei Fachwirt-Fortbildungen einiger Fachrichtungen gleich und führt zum Dienstleistungsfachwirt, welcher aber keinen eigenen Qualifikationsabschluss darstellt, sondern als gemeinsame Grundlage für die anschließenden Fachspezialisierungen dient, die handlungsspezifischen Qualifikationen. Diese handlungsspezifischen Qualifikationen beziehen jedoch auch immer betriebswirtschaftliche Anforderungen in Bezug auf Kosten und Leistung eines Unternehmens mit ein.
Vor allem private Bildungsträger bieten Lehrgänge zu den Abschlussprüfungen an. Sie dauern in der Regel 6 bis 24 Monate (Vollzeit- oder Teilzeitform), für die Zulassung zu den Abschlussprüfungen ist die Teilnahme an einem Lehrgang allerdings nicht verpflichtend.

### Fachwirte der Handwerkskammer
Die Abschlussprüfungen der HWK-Fachwirte finden nicht mehr als ein Teil der Meisterprüfung statt, sondern stellen eigenständige Abschlüsse dar, welche im DQR der Stufe 6 zugeordnet wurden. Nach der bundeseinheitlichen Ausbildung und Prüfung dürfen sich die Absolventen Geprüfter kaufmännischer Fachwirt (HWO) nennen und erhalten die Möglichkeit, sich zum Geprüften Betriebswirt (HWO), welcher im DQR der Stufe 7 zugeteilt wurde, fortzubilden. Die Voraussetzungen zur Teilnahme an den Lehrgängen und Prüfungen sind eine absolvierte kaufmännische Ausbildung, wie z. B. Kaufmann/frau für Büromanagement, Automobilkaufmann/frau oder Fachverkäufer/in aber auch Geprüfte/r Fachmann/frau für kaufmännische Betriebsführung (HwO), Handwerksmeister, Fachmeister und Beschäftigte mit langjähriger (min. 5 Jahre) kaufmännischer Berufspraxis erhalten den Zugang zur Prüfung.

## Qualifikationsniveau
Der DQR ordnet den Fachwirt auf EQR-Niveau 6 ein und bewertet den Abschluss hinsichtlich seines Anspruchsniveaus damit als gleichwertig zum Meister, Staatlich geprüften Techniker oder Bachelor, jedoch nicht als gleichartig zu einem Hochschulabschluss.
Der DQR hat nur orientierenden Charakter und beeinflusst keine Hochschulzugangsregelungen. Exemplarisch bewertet die Universität Oldenburg den Abschluss wie ein berufsbegleitendes Bachelor-Teilstudium von einem bis zwei Semestern.
Im Laufbahnrecht der Bundesbeamten sind Fachwirtprüfungen nicht mit einem Bachelorabschluss gleichwertig, da mit einer Fachwirtprüfung erst die allgemeine Hochschulzugangsberechtigung erworben wird und eine Qualifizierung, die eine Hochschulzugangsberechtigung vermittelt, nicht gleichwertig mit einem Hochschulabschluss sein kann. Insofern sind bei einer Fachwirtprüfung (darunter auch die Verwaltungsfachwirtprüfung) die gesetzlichen Voraussetzungen für eine Zulassung zu einer Laufbahn des gehobenen Dienstes nicht erfüllt. Gleiches gilt für Meisterprüfungen.

## Weiterbildung
Die nächste Stufe im IHK-Aufstiegsfortbildungssystem nach dem Fachwirt ist der Geprüfte Betriebswirt oder der für das Handwerk konzipierte Geprüfte Betriebswirt nach der Handwerksordnung.
Eine Alternative ist der Quereinstieg in das akademische System mit einem Studium. Nach einem Beschluss der Kultusministerkonferenz vom 6. März 2009 erhalten erfolgreiche Absolventen von Fachwirt-Fortbildungen, für die Prüfungsregelungen nach § 53, § 54 BBiG sowie §§ 42, 42a HwO bestehen und mindestens 400 Unterrichtsstunden (empfohlener Umfang laut DIHK-Rahmenplan) umfassen, die allgemeine Hochschulzugangsberechtigung.
Die DQR-Einstufung dient nur zur Orientierung; akademisch gilt der Fachwirt nach wie vor nur als allgemeine Hochschulzugangsberechtigung und höchstens bieten Hochschulen, vor allem Fachhochschulen, Anrechnungsmöglichkeiten für bestandene Meister/Fachwirt-Prüfungen auf Studiengänge an; für die Zulassung zur Prüfung muss teils eine mehrjährige Berufserfahrung nachgewiesen werden. Es ist daher nicht möglich, sich als Fachwirt direkt für einen Master-Studiengang zu bewerben.